# Per Aage Brandt
Pour les articles homonymes, voir Brandt.
Per Aage Brandt (/ˈpʰɛɐ̯ ˈɔːwə ˈpʁɑnˀt/), né le 26 avril 1944 à Buenos Aires et mort le 10 novembre 2021 dans le 12e arrondissement de Paris, est un écrivain, poète, linguiste et musicien danois francophone.

## Biographie
Per Aage Brandt obtient un Master of Arts en philologie romane à l'université de Copenhague en 1971 et un doctorat de sémiotique à l'université Sorbonne-Nouvelle en 1987. Per Aage Brandt a publié un grand nombre de livres sur la sémiotique, la linguistique, la culture, la musique ainsi que la poésie.
En 2002, il obtient le grand prix de philosophie décerné par l'Académie française pour l'ensemble de son œuvre et est fait officier de l'ordre des Arts et des Lettres.
Il vivait en Bourgogne avec sa femme française depuis 2011.

## Décoration
- Officier de l'ordre des Arts et des Lettres (2002)

## Œuvres
- « La vibration du temps : de l’aspectualité », dans Jacques Fontanille (dir.), Le discours aspectualisé, Limoges, Presses universitaires de Limoges, 1991, p. 165-175
- Niveaux et stratégies de la véridiction, avec Roberto Flores, Limoges, Presses universitaires de Limoges, 1995
- La charpente modale du sens : pour une sémio-linguistique morphogénétique et dynamique, Distique, 1992
- Quatre problèmes de sémiotique profonde, École des hautes études en sciences sociales, Groupe de recherches sémio-linguistiques, 1986